# Sidney Desvigne
Sidney Desvigne (11 september 1893 – 2 december 1959) was een Amerikaanse jazztrompettist in de New Orleans-jazz.
Desvigne speelde in de jaren 1910 en 1920 in toen bekende jazzgroepen in New Orleans, waaronder Leonard Bechet's Silver Bell Band, Maple Leaf Orchestra, de 'Excelsior Brass Band en Ed Allen's Whispering Gold Band. Hij speelde vaak met Fate Marable op rivierboten. In 1926 vormde hij zijn eigen band, Sidney Desvigne's Southern Syncopators, die speelden in St. Bernard's Country Club en op het schip S.S. Island Queen. 'Sidemen' van hem waren onder andere Red Allen, Pops Foster en Al Morgan.
In de jaren 30 begon Desvigne (met weinig succes) een New Orleans-bigband, hij hoopte hiermee in te haken op de nieuwe rage van de swing. In de jaren 50 verliet hij New Orleans en opende hij een club in Los Angeles.